# Хуан Антоніо Сан Епіфаніо
Хуан Антоніо Сан Епіфаніо (ісп. Juan Antonio San Epifanio, 12 червня 1959) — іспанський баскетболіст.
Срібний призер Олімпійських Ігор 1984 року, учасник 1980, 1988, 1992 років.
Срібний призер Чемпіонату Європи 1983 року.
Бронзовий призер Чемпіонату Європи 1991 року.
Бронзовий призер юнацького Чемпіонату Європи (U-18) 1976, 1978 років.